# Serrallonga (sèrie de televisió)
Serrallonga (2008) és una minisèrie per a TV de dos episodis sobre la vida del famós bandoler Joan Sala i Ferrer, ideada i dirigida per Esteve Rovira i coproduïda per Televisió de Catalunya, Televisió Espanyola i Oberon Cinematogràfica.
Serrallonga es va rodar entre l'octubre del 2007 i el desembre del mateix any, amb un pressupost de producció de prop de 4 milions d'euros; es va filmar entre Barcelona, Santa Pau, Tavertet, Rupit, Collserola i Dosrius. La música és de Joan Valent, executada per l'Orquestra Simfònica de Bratislava i la fotografia és obra de Daniel Aranyó. La direcció d'art va anar a càrrec de Josep Rossell i el vestuari és de Maria Gil.
Es va estrenar originalment en català el novembre de 2008 per TV3 i, dos anys més tard, el desembre del 2010, es va estrenar a TVE. La minisèrie va ser venuda a més de seixanta països, entre ells Rússia, Estats Units, Mèxic, Finlàndia, Romania, Turquia i l'Iran.
Serrallonga va participar en diversos festivals de cinema i televisió. Va ser nominada com a millor pel·lícula al Festival de Cinema de Xangai i als Premis Gaudí en la seva primera edició, com a millor pel·lícula per a TV. Esteve Rovira també va ser nominat com a millor director als premis Magnòlia del Festival de Cinema de Xangai (2009).
S'ha editat tant un DVD de la minisèrie com un CD amb la banda sonora. A més, l'editorial Glènat en va publicar el guió en format de novel·la i en format còmic, signat per Quim Bou.

## Repartiment
La minisèrie va comptar amb el següent repartiment:
- Isak Férriz: Serrallonga
- David Selvas: Antic
- Olalla Escribano: Margarida
- Núria Gago: Joana Massissa
- Bea Segura: Flor
- Ramon Pujol: Segimon
- Joan Muntal: Pere
- Mark Ullod: Guerxo
- Ramon Godino: Negre
- Kai Puig: Fadrí de Sau

## Audiències
| Emissió a | Capítol | Dia d'emissió          | Quota | Espectadors |
| --------- | ------- | ---------------------- | ----- | ----------- |
| TV3       | #1      | 6 de novembre de 2008  | 21%   | 655.000     |
| TV3       | #2      | 7 de novembre de 2008  | 19,7% | 543.000     |
| TVE       | #1      | 16 de desembre de 2010 | 14,7% | 1.962.000   |
| TVE       | #2      | 23 de desembre de 2010 | 12,1% | 1.657.000   |